# Tryssogobius porosus
Tryssogobius porosus là một loài cá biển thuộc chi Tryssogobius trong họ Cá bống trắng. Loài này được mô tả lần đầu tiên vào năm 2007.

## Từ nguyên
Tính từ định danh porosus trong tiếng Latinh có nghĩa là "đầy lỗ nhỏ", hàm ý đề cập đến các lỗ ở trước nắp mang và trên nắp mang, là đặc điểm trưng chính của loài cá này.

## Phân bố và môi trường sống
T. porosus được ghi nhận tại đảo Hải Nam và đảo Đài Loan, sau này được ghi nhận tại khu vực vịnh Nha Trang–vịnh Vân Phong.
T. porosus được tìm thấy ở độ sâu trong khoảng 18–100 m.

## Mô tả
Chiều dài chuẩn lớn nhất được ghi nhận ở T. porosus là gần 2,8 cm.
Số gai ở vây lưng: 7; Số tia ở vây lưng: 9; Số gai ở vây hậu môn: 1; Số tia ở vây hậu môn: 10; Số tia ở vây ngực: 20–21; Số vảy đường bên: 23–28.